# Matra MS7

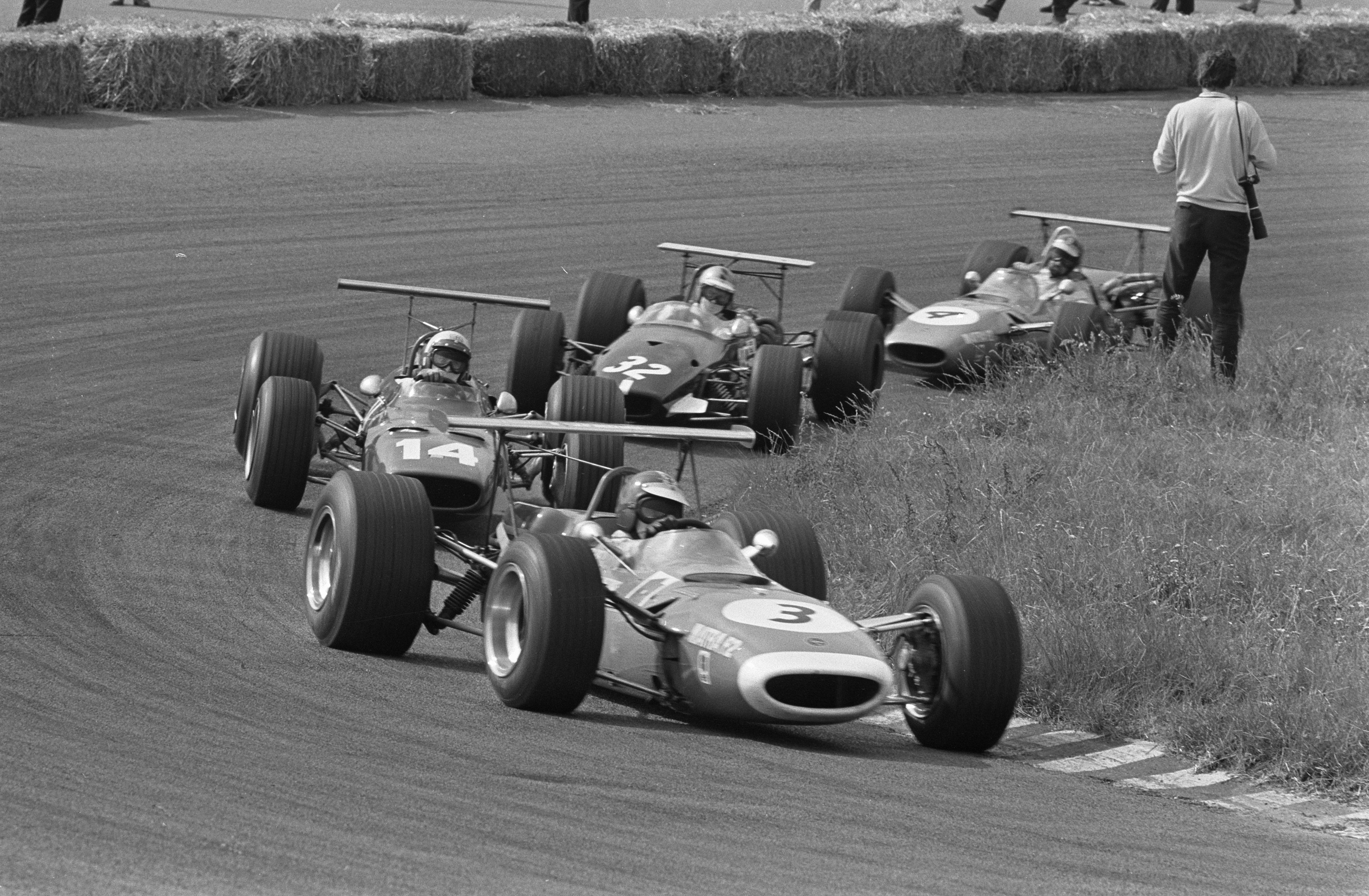
Formel-2-Rennen 1968 in Zandvoort: Jean-Pierre Beltoise (Nr. 3) und sein Teamkollege Henri Pescarolo (Nr. 4) mit Matra MS7

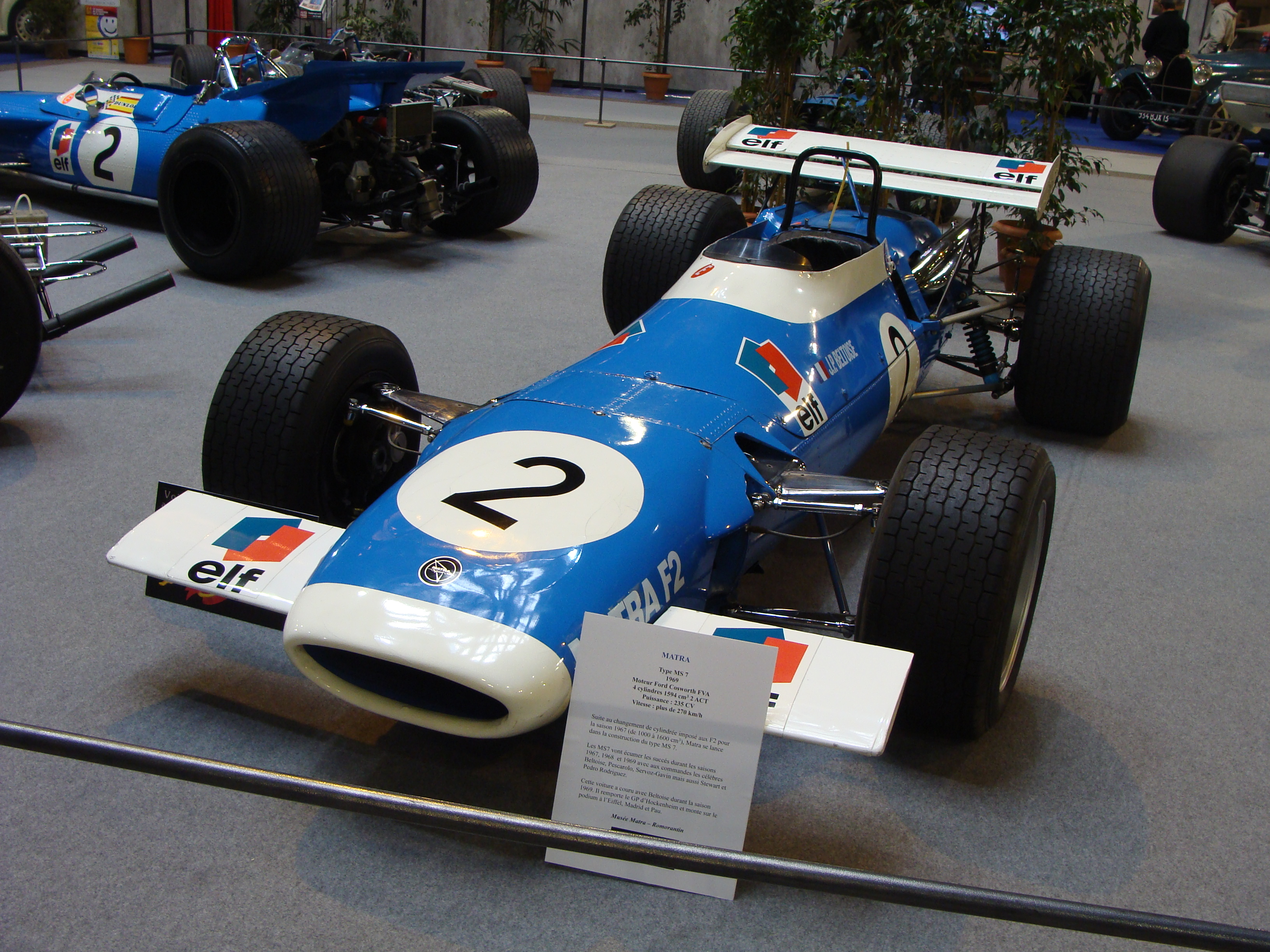
Im Matra-Museum ausgestellter MS7 aus der Formel-2-Europameisterschaft 1969 von Jean-Pierre Beltoise

Der Matra MS7 war ein Formel-2-Rennwagen, den Matra 1967 entwickelte und baute.

## Entwicklungsgeschichte und Technik
Der MS7 war der letzte Monoposto-Matra, der kein Formel-1-Wagen war, aber einer der erfolgreichsten Formel-2-Boliden der Motorsportgeschichte. Das Monocoque hatte vier Spanten, die vernietet waren. Die Seitenteile enthielten die Treibstofftanks, die ein Fassungsvermögen von insgesamt 120 Liter hatten. 
Die 1,6-Liter-Cosworth-Motoren brauchten viel Sprit. In den drei Jahren, in denen die Fahrzeuge eingesetzt wurden, blieben sie in ihrer Basis fast unverändert. 1968 und 1969 wurden vorne und hinten Flügel verwendet. War das Vorgängermodell, der MS6, der Konkurrenz von Brabham noch unterlegen, wurde der MS7 1967, 1968 und 1969 das Maß aller Dinge in der Formel 2.

## Renngeschichte
Dreimal in Folge war der MS7 der Siegerwagen in der Meisterschaft. 1967 wurde der Belgier Jacky Ickx, der für Ken Tyrrell (der Brite hatte sich Ende 1966 von Matra International getrennt) an den Start ging, der erste Formel-2-Europameister. 1968 holte Jean-Pierre Beltoise die Meisterschaft für das Matra-Werksteam und 1969 triumphierte Johnny Servoz-Gavin für Matra International.
Der Wagen trat zwischen 1967 und 1969 gelegentlich auch in der Formel 1 an.